# 泡桐属
泡桐属（学名：Paulownia），唇形目泡桐科的一个属，约有7种，都是乔木、速生树种，具体种的区别分类学家意见并不一致，曾有分类学家将“泡桐科”合并到玄参科中。根据APG IV ，泡桐归于泡桐科，位于唇形目的基部。泡桐属分布于中国、越南、日本、和亚洲等各地。目前已经引种到全世界。

## 概要
泡桐属的拉丁名来源于俄国沙皇保尔一世的女儿，荷兰王后安娜·巴甫洛夫娜（1795年–1865年）。紫花泡桐当初是因为其花树美观引进美国的，但由于其生长迅速，它的树荫阻止其他植物生长，树干容易招致美洲虫害，在美国东南部已经被列为“入侵有害物种”。
泡桐是一种喜光的速生树种，春季先叶开花，花大，是不明显的唇形，略有香味，盛花时满树花非常壮观，花落后长出大叶，叶密而大，树荫非常隔光。是良好的绿化和行道树种。但泡桐不太耐寒，在中国一般只分布在海河流域南部和黄河流域，是黄河故道上防风固沙的最好树种。
泡桐生长非常迅速，十几年树龄的泡桐要比同龄杨树直径大一倍，但生长时间长了，树干会出现中空。
泡桐是一种C4类植物。

## 形态
灰色、灰褐色或灰黑色树皮，幼时平滑，老时纵裂。假二杈分枝。卵形单叶对生，长15-40厘米；全缘或有浅裂，具长柄，柄上有绒毛。
春季开淡紫色或白色花，顶生圆锥花序，由多数聚伞花序复合成。钟状或盘状花萼，5深裂，裂片不等大。钟形或漏斗形花冠，上唇2裂、反卷，下唇3裂，直伸或微卷；雄蕊4枚，2长2短，着生于花冠简基部；雌蕊1枚，花柱细长。花型类似毛地黄，因此英语有时称其为“毛地黄树”（foxglove tree）。
卵形或椭圆形蒴果，成熟后背缝开裂。多数为长圆形，小而轻，两侧有条纹的翅。内有成千细小的种子。

## 图片

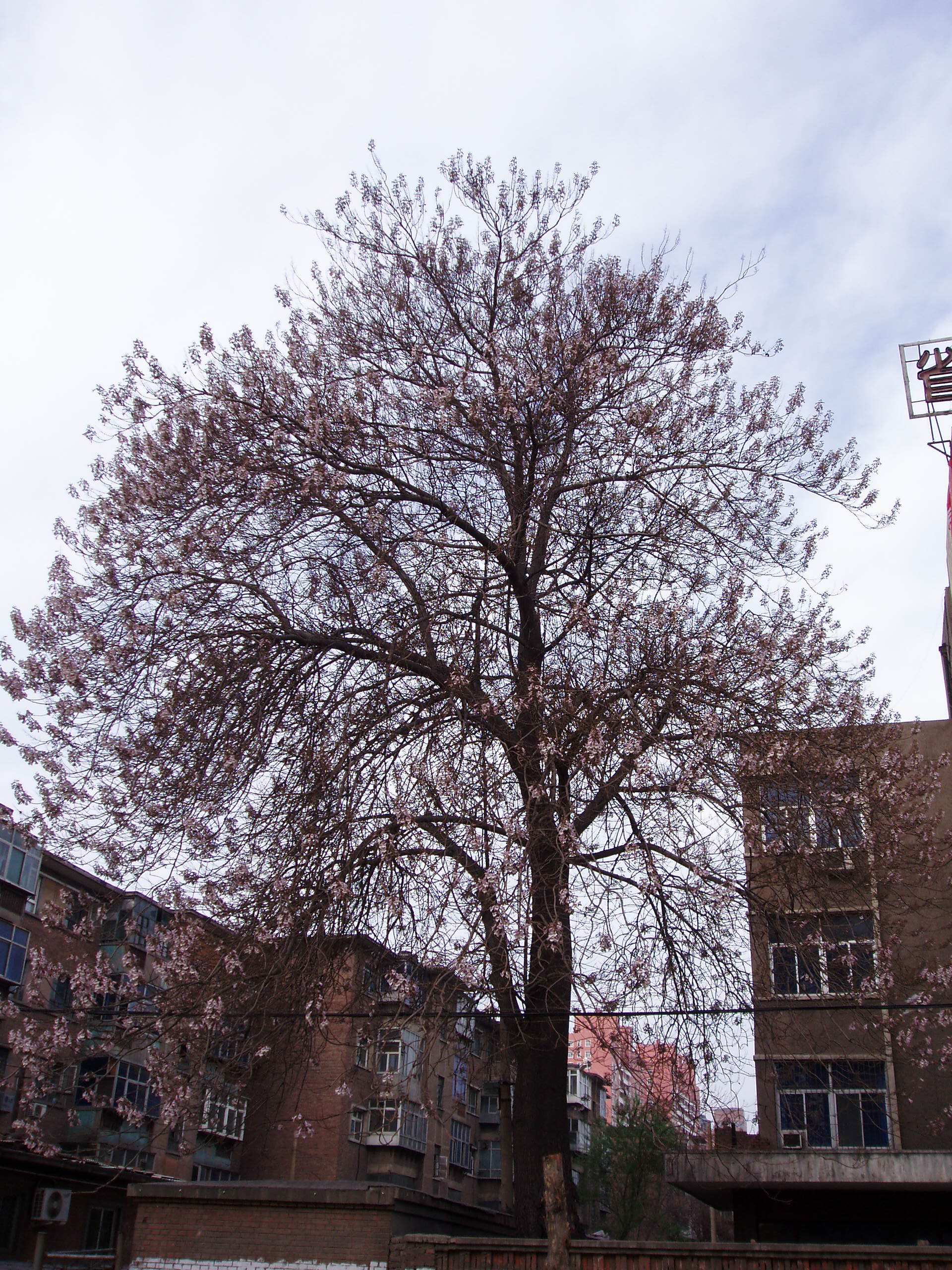
正在开花的白花泡桐树
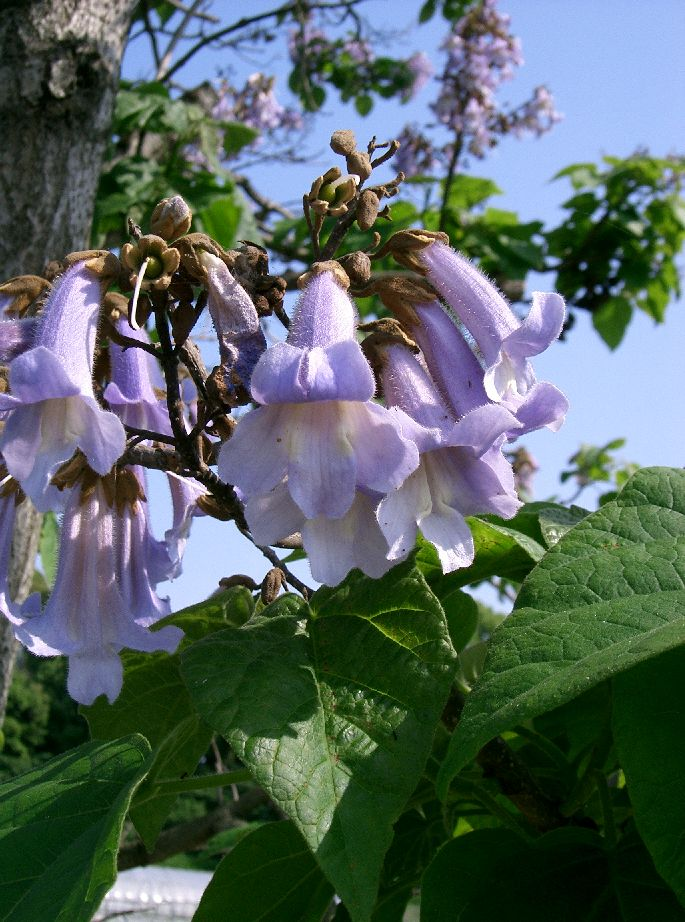
紫花泡桐的花朵
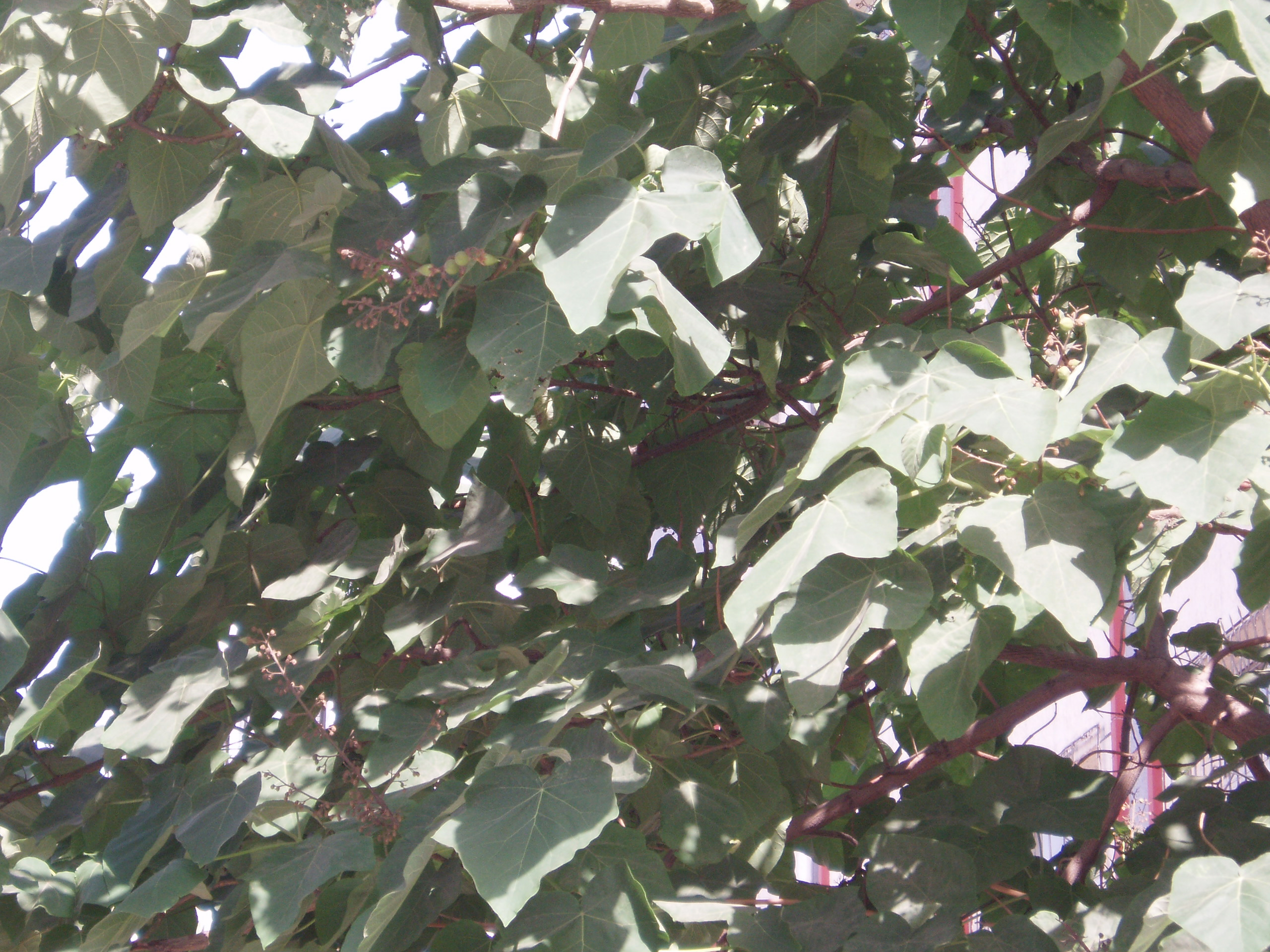
泡桐的大叶
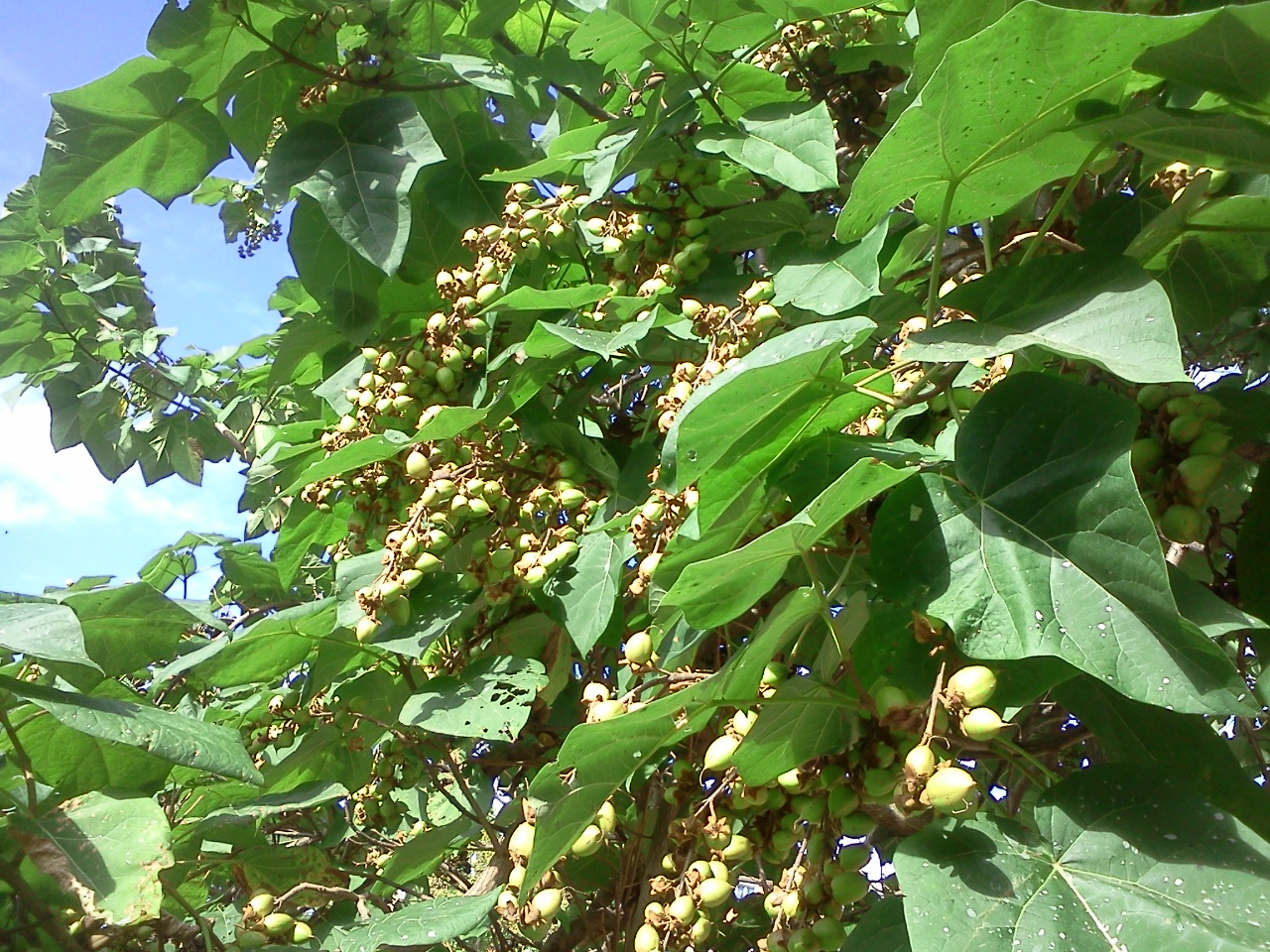
泡桐的果实

## 用途
泡桐生长迅速，7～8年即可成材，木材轻软，容易加工，也耐酸耐腐，防湿隔热，适合制作航空、舰船模型、胶合板、救生器械等，由于其木质疏松，共振好，也适合制作乐器，小枝可用来制作炭笔。
日本人传统如果生了女孩，会在屋前种上一株泡桐树，等到女儿出嫁时，这棵泡桐的木材可以为女儿打出全套嫁妆家具。但中国人一般用比较坚硬的木材制作家具，不习惯使用泡桐木。
日本人还将中国人对梧桐的传说附会到泡桐身上，认为泡桐会引来凤凰。虽然两种树属于不同的科，但有相似的地方，尤其是汉字名称都有「桐」字。日元的500元硬币图案即为毛泡桐。
不过有趣的是，泡桐在韩国象征着不洁，甚至将泡桐（오동）称为「屎桐（오똥）」。在韩国花札中11月份的花札泡桐，时常被称作「蕃薯」，因为其叶子形状如同蕃薯的叶子。日本花札则是12月份为泡桐。